# Creatonotos ramivitta
Creatonotos ramivitta är en fjärilsart som beskrevs av Walker 1869. Creatonotos ramivitta ingår i släktet Creatonotos och familjen björnspinnare. Inga underarter finns listade i Catalogue of Life.